# Antífil (arquitecte)
Antífil (grec antic: Ἀντίφιλος, llatí: Antíphilus) va ser un arquitecte grec que va construir, junt amb els arquitectes Poteu i Mègacles, el tresor dels cartaginesos al santuari d'Olímpia, segons Pausànias, però es desconeix de quin lloc de Grècia era originari i a quina època va viure.